# Corticaria pineti
Corticaria pineti är en skalbaggsart som beskrevs av Lohse 1960. Corticaria pineti ingår i släktet Corticaria, och familjen mögelbaggar. Enligt den finländska rödlistan är arten nära hotad i Finland. Arten är reproducerande i Sverige. Artens livsmiljö är moskogar.